# 大阪府道223号三林岡山線
大阪府道223号三林岡山線（おおさかふどう223ごう みばやしおかやません）は、大阪府和泉市から岸和田市に至る一般府道である。

## 概要
和泉市和田町から岸和田市岡山町に至る。
和泉市和田町を起点として大阪府道226号父鬼和気線と重複しながら岸和田市岡山町に至る旧道と、「都市計画道路泉州山手線」と称され、大阪府道38号富田林泉大津線（通称：泉北1号線）と直結する新道が存在する。新道はほぼ全線にわたり片側2車線。

### 路線データ
- 起点：大阪府和泉市和田町（和田南交差点、国道480号交点）
- 終点：大阪府岸和田市岡山町（岡山町交差点）

## 路線状況

### 通称
- 泉州山手線
- 泉北1号線

新道については、「大阪府道38号富田林泉大津線」との直通区間（和泉市室堂町にある国道480号との交差点経由）であり、かつ、堺市南区内の泉ヶ丘駅 - 光明池駅間同様、和泉中央駅まで南海泉北線と併走している事から、地域住民の間では、大阪府道34号堺狭山線・大阪府道38号富田林泉大津線と共に『泉北1号線』とも呼ばれる。

### 重複区間
- 大阪府道226号父鬼和気線（和泉市内田町2丁目・内田町交差点 - 和泉市箕形町（みがたちょう）6丁目・箕形町交差点）

### 道路施設

#### 橋梁
- 城前橋（槇尾川、和泉市）

## 地理

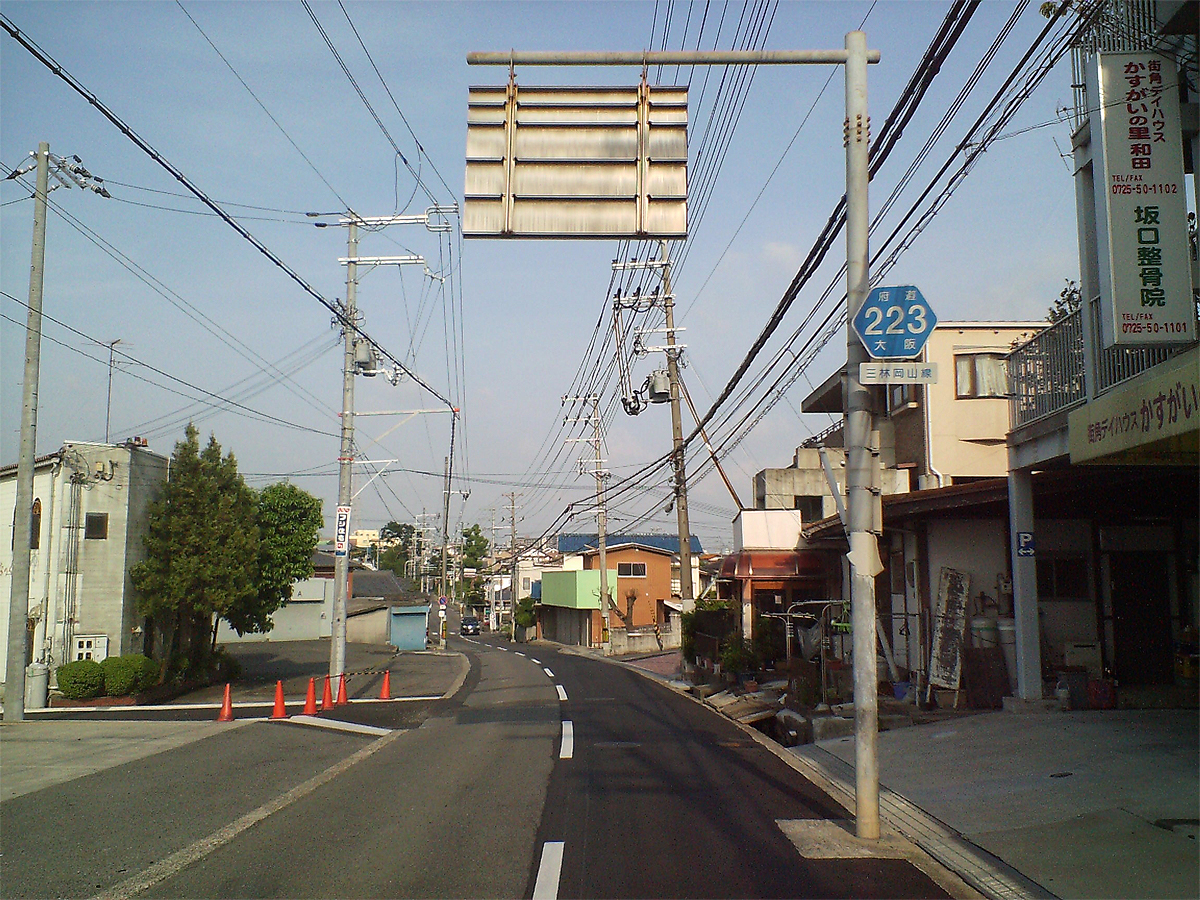
大阪府道223号三林岡山線（旧道）

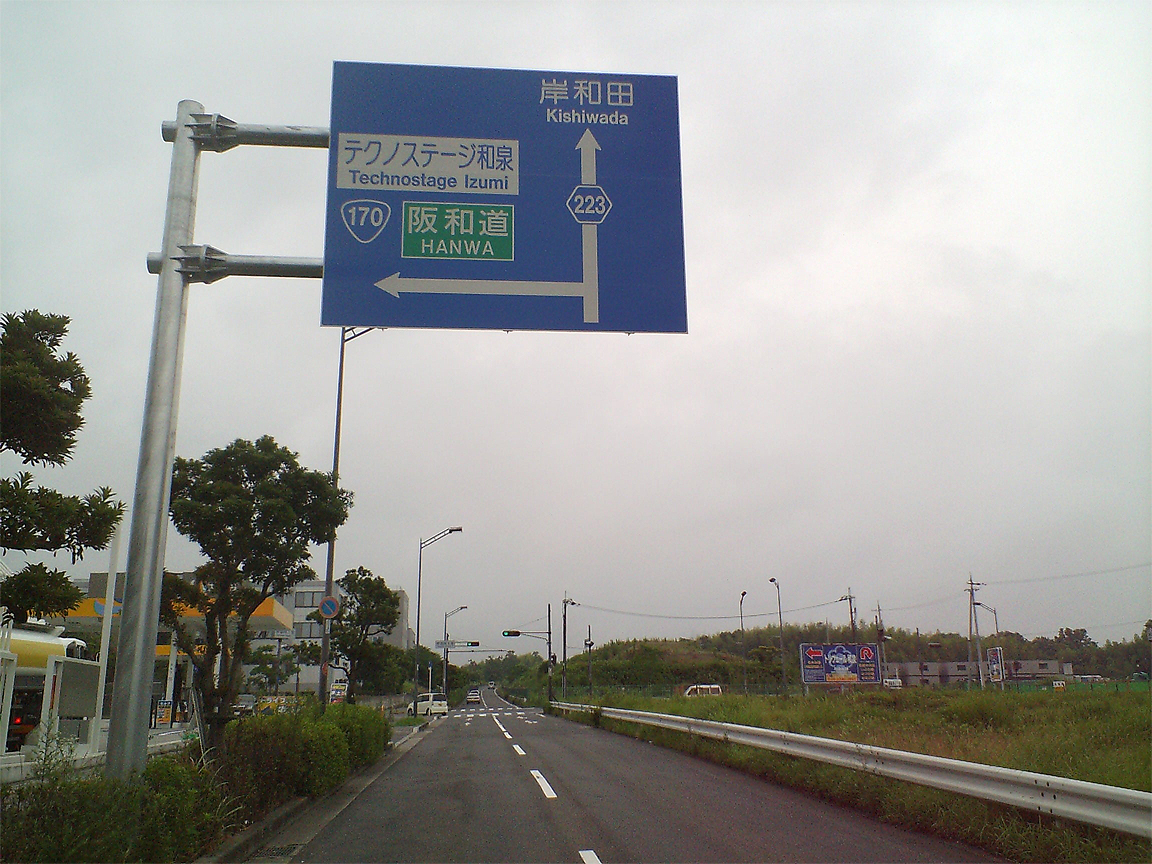
大阪府道223号三林岡山線（新道）
（泉州山手線）

### 通過する市町村
- 大阪府
  - 和泉市 - 岸和田市

### 交差する道路
| 交差する道路                                                | 市町村名 | 交差する場所                | 交差する場所                                                                                           |
| 現道                                                        | 現道     | 現道                        | 現道                                                                                                   |
| ----------------------------------------------------------- | -------- | --------------------------- | --- |
| 国道480号                                                   | 和泉市   | 和田町                      | 和田南交差点 / 起点                                                                                    |
| 大阪府道226号父鬼和気線 重複区間起点                        | 和泉市   | 内田町2丁目                 | 内田町交差点                                                                                           |
| 大阪府道223号三林岡山線 / 新道                              | 和泉市   | あゆみ野1丁目               | 北松尾小学校南1号交差点                                                                                |
| 大阪府道223号三林岡山線 / 新道                              | 和泉市   | あゆみ野1丁目               | 北松尾小学校南交点                                                                                     |
| 大阪府道226号父鬼和気線 重複区間終点                        | 和泉市   | 箕形町（みがたちょう）6丁目 | 箕形町交差点                                                                                           |
| 大阪府道40号岸和田牛滝山貝塚線                              | 岸和田市 | 三田町                      | 城東小学校西交差点                                                                                     |
| 大阪府道229号田治米忠岡線                                   | 岸和田市 | 田治米町                    | 山直下（やまだいしも）農協前交差点                                                                     |
| 新道                                                        |          |                             | |
| 国道480号 大阪府道38号富田林泉大津線                        | 和泉市   | 室堂町                      | 室堂町北交差点 / 新道起点【北緯34度27分59.6秒 東経135度27分51.8秒 / 北緯34.466556度 東経135.464389度】 |
| 和泉市道和泉中央線                                          | 和泉市   | いぶき野5丁目               | 和泉中央駅東交差点                                                                                     |
| 和泉市道和泉中央線                                          | 和泉市   | いぶき野5丁目               | 和泉中央駅西交差点                                                                                     |
| 大阪府道223号三林岡山線 / 現道 大阪府道226号父鬼和気線 重複 | 和泉市   | あゆみ野1丁目               | 北松尾小学校南1号交差点                                                                                |
| 大阪府道223号三林岡山線 / 現道 大阪府道226号父鬼和気線 重複 | 和泉市   | あゆみ野1丁目               | 北松尾小学校南交点                                                                                     |
| 和泉市道唐国久井線                                          | 和泉市   | あゆみ野1丁目               | 唐国南1号交差点                                                                                        |
| 和泉市道唐国久井線                                          | 和泉市   | あゆみ野1丁目               | 唐国南交差点                                                                                           |
| 大阪府道40号岸和田牛滝山貝塚線                              | 岸和田市 | 三田町                      | フタツ池交差点 / 新道終点【北緯34度27分4.6秒 東経135度26分5.0秒 / 北緯34.451278度 東経135.434722度】   |

### 沿線
- 和泉市立石尾中学校
- 南海泉北線 和泉中央駅
- 和泉中央駅前郵便局
- エコールいずみ
- トリヴェール和泉
- 桃山学院大学
- 和泉内田郵便局
- 和泉市立北松尾小学校
- 和泉中央病院
- 摩湯山古墳
- 岸和田市立城東小学校
- 岸和田三田郵便局
- 岸和田市立山直北小学校